# Algemas

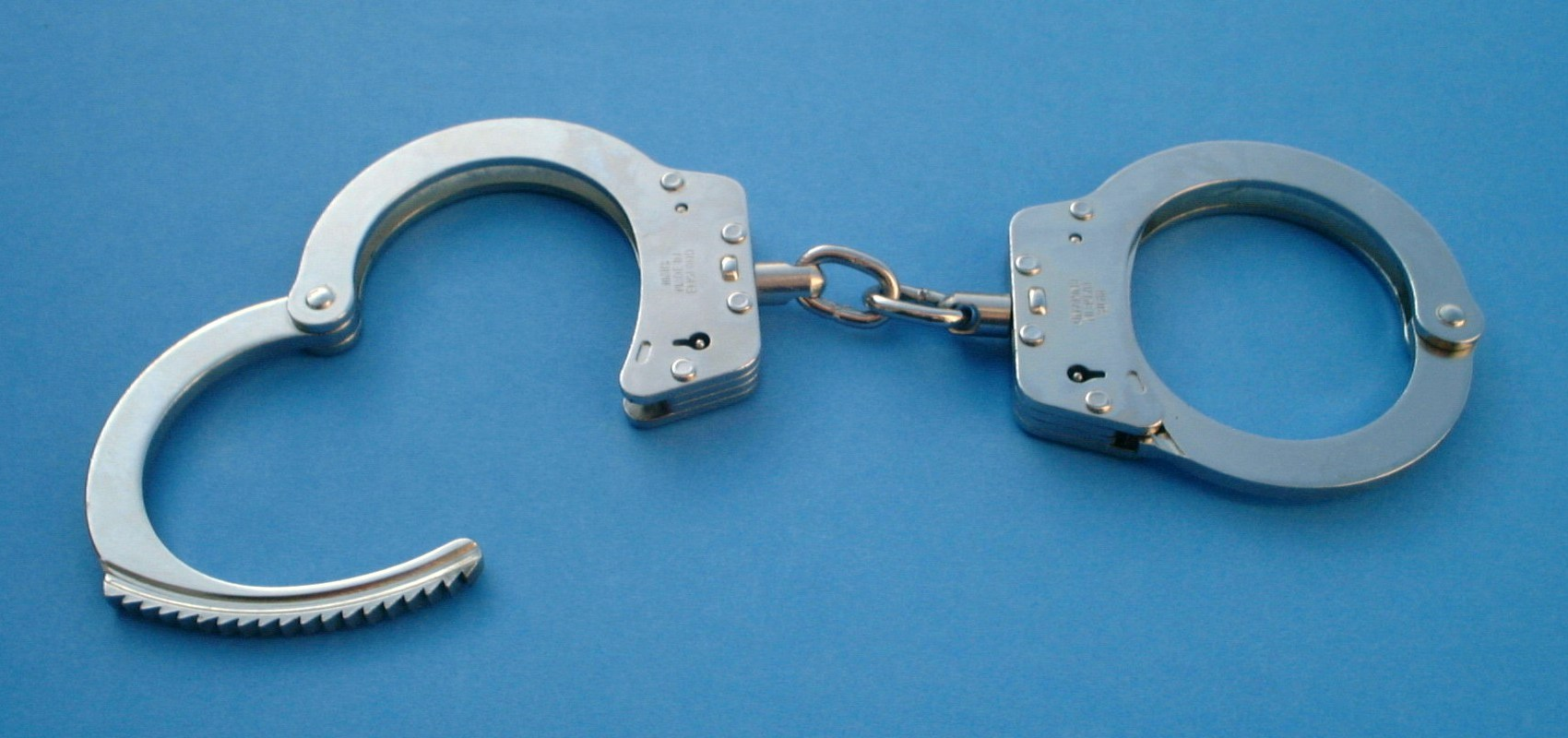
Algemas

Algemas (usado no plural) são dispositivos mecânicos destinados a manter presos os pulsos de uma pessoa.
É um objeto largamente utilizado pela polícia e pela indústria erótica. Cada argola é aberta no meio quando colocada nos punhos de uma pessoa e é então travada, só podendo ser aberta com o uso de chaves. Também existe a de calcanhar usada da mesma forma e a algema de dedos para os dedos dos pés e dedos da mão.

## Fabricantes internacionais
- Smith & Wesson (USA)
- Peerless Handcuff Company (USA)
- TCH Limited (UK)
- New Season Ind. Corp. (O N.I.J. apenas fabricante aprovado na Ásia)